# Commission d'enquête au Québec
Pour les autres articles nationaux ou selon les autres juridictions, voir Commission royale.
Une commission d'enquête au Québec (anciennement commission royale d'enquête) est un groupe d'experts mandaté par le gouvernement du Québec pour étudier une question parfois de nature judiciaire et lui faire rapport dans des délais prescrits. Ce groupe d'enquête est présidé par un ou plusieurs commissaires qui ont la tâche de rédiger un rapport et de formuler des recommandations, le tout, au sein du cadre de la Loi sur les commissions d'enquête.
Contrairement à un procès, une commission, bien qu'elle puisse formuler des blâmes, ne peut déboucher sur aucune détermination de responsabilité (culpabilité ou acquittement), ni à un octroi de dommages (mais si nécessaire, ses travaux peuvent servir de base à des poursuites criminelles subséquentes). Elle cherche à « découvrir la vérité », souvent en réponse à des préoccupations, désillusions ou scepticisme ressentis par la population.
Dans le langage courant, les commissions d'enquête sont souvent nommées avec le nom de leur commissaire principal. Par exemple, la « Commission royale d'enquête sur l'enseignement dans la province de Québec » dirigée par Alphonse-Marie Parent est communément raccourcie à « Commission Parent ».

## Description et fonctionnement
Le terme  «commission d'enquête » peut d'abord désigner un organisme quasi judiciaire et temporaire, crée afin de faire la lumière sur des allégations ou évènements précis et déterminer si des actes ont été commis à l’encontre de l’intérêt public. Par extension, le terme peut aussi référer à un organisme consultatif, qui peut chercher à comprendre les causes d'un accident ou d'un sinistre majeur et émettre des recommandations (ex.: Commission Johnson), ou simplement en ayant comme mandat d'obtenir des connaissances sur une question précise et émettre des recommandations (ex.: Commission Bouchard-Taylor):198. La branche exécutive (le gouvernement), et non l'Assemblée Nationale, a l'entière discrétion quant à la décision de créer une commission, à la nomination des commissaires, au budget, à l'échéance, mais surtout à la définition du mandat (objectifs et limites). En effet, les travaux d'une commission ne doivent s'en tenir mot pour mot qu'au mandat rédigé par le gouvernement, qui est généralement précis. Une fois crée, une commission est pleinement indépendante quant à la manière d'exercer ses pouvoirs, mener ses travaux, tirer ses conclusions, etc. Elle peut toutefois être limitée par des principes de justice naturelle, tel que celui du audi alteram partem selon lequel toute personne potentiellement fautive doit avoir l'occasion d'être entendue:38.
De plus, les gouvernements des provinces ne peuvent que créer des enquêtes relatives à des sujets de juridiction provinciale, en vertu de la Constitution canadienne et du partage des compétences:29.
En général, les témoignages et documents déposés sont publics mais la Commission peut, si elle le juge approprié, imposer un huis clos sur des éléments, dans l’intérêt de la morale ou de l’ordre public. Contrairement à la loi fédérale, celle du Québec ne spécifie pas que les enquêtes doivent être publiques, mais il est officieusement admis que, sauf avis contraire, elles le doivent, d'autant que le droit à une audience publique est déjà prévu à l'article 23 de la Charte québécoise des droits et libertés:57.
Les commissaires ont le pouvoir judiciaire de contraindre toute personne à témoigner sous serment. Quant à ceux qui refuseraient de le faire ou répondraient de façon jugée insuffisante aux questions, la Commission peut les citer pour outrage au tribunal et appliquer les sanctions prévues à l'article 51 du Code de procédure civile:212. De plus, la Loi sur les commissions d’enquête dispose que le témoignage d'une personne ne puisse pas être utilisé à son encontre lors d'une action judiciaire ultérieure (en sus du droit à la non-incrimination de soi qui est déjà prévu à l'article 13 de la Charte canadienne des droits et libertés et à l'article 38 de la Charte québécoise), sauf si c'est l'État qui la poursuit pour parjure ou témoignage contradictoire:213.

### Distinction avec un procès
Même si les dirigeants d'une commission sont souvent juges de profession (particulièrement si le sujet est de nature judiciaire), ils ne siègent pas à ce titre mais bien en tant que commissaires. Les avantages de faire appel à des juges sont leur connaissance de ce qu'est qu'une preuve pertinente, du processus d'audition des témoins et de la nécessité de les protéger, de même que de la réputation d'objectivité dont ils jouissent au sein de la population. D'un autre côté, les risques d'une telle nomination sont que le pouvoir judiciaire puisse sembler perdre de son impartialité en étant impliqué dans des décisions de l'Exécutif et qui sont potentiellement partisanes sur le plan politique, que le public puisse assimiler à tort les conclusions des commissaires à celles d'un tribunal, ou encore que le système judiciaire puisse se valoir des critiques injustifiées sur la base du travail d'un commissaire qui était aussi juge:40.
Les commissaires, en tant qu'enquêteurs, souscrivent à une procédure inquisitoire : leur objectif est de découvrir les faits en amassant eux-mêmes des éléments de preuve, alors que dans un procès accusatoire, un juge est davantage passif et ne fait qu'apprécier les arguments soumis par les parties, sans avoir à colliger lui-même l'information:177.
De plus, dans l'exercice de leurs fonctions, les commissaires peuvent se permettre de paraître moins neutres que les juges, et contrairement aux procureurs de la Couronne, les avocats au service d'une Commission n'ont aucun pouvoir judiciaire propre (si ce n'est que d'assister et d'agir au nom des commissaires, par exemple en interrogeant des témoins à leur place). Enfin, les règles quant au droit de la preuve et à l'interrogation de témoins sont en général moins strictes en commission. Par exemple, contrairement à un procès criminel ou civil, le témoignage par personne interposée, ou ouï-dire, est d'office admissible en commission (mais ne pourra pas servir à blâmer une personne d'inconduite, le cas échéant).:179

## Historique

### Héritage britannique et canadien
Héritage des Commission d'enquête parlementaire au Royaume-Uni, qui prennent racine dans la prérogative royale d'initier des enquêtes depuis Henri VII en 1517, les commissions royales en Amérique du Nord britannique sont d'abord officialisées par le gouvernement de la Province du Canada avec une loi de 1846 qui l'autorise a enquêter sur « tout sujet touchant le bon gouvernement du Canada ou la gestion des affaires publiques » (loi remplacée en 1868 après l'entrée dans la Confédération). Au 19e siècle, le thème des relations territoriales avec les peuples autochtones tient occupé le gouvernement britannique puis canadien, et trois enquêtes à ce sujet sont décrétées – Darling (1828), Bagot (1842) et Pennefather (en) (1858). Le Rapport Durham sur les troubles au Bas-Canada était également le fruit d'une commission d'enquête (britannique), mise sur pied par Londres en 1838.
Le cadre législatif actuel découle de la Loi concernant les enquêtes relatives aux affaires publiques et aux ministères (ou Loi sur les enquêtes) de 1906, à laquelle des sections importantes ont été ajoutées en 1912 et 1934. Cette loi a été consolidée au sein des Statuts révisés du Canada (en) de 1985.
Les sources ne s'entendent pas sur le nombre exact de commissions canadiennes tenues depuis 1867, mais il y en aurait eu plus ou moins 400 jusqu'au années 2000. En moyenne, il y en aurait eu moins de 2 annuellement entre 1867 et 1897 et plus de 5 de 1897 à 1949. Sous le gouvernement Borden (années 1910), la moyenne est d'environ six, puis elle diminue graduellement vers trois jusqu'à Trudeau (1969-1984), à deux sous Mulroney (1984-1993), puis une moyenne de près de zéro jusqu'à la fin des années 1990 (gouvernement Chrétien).

### Au Québec
Dans la province de Québec, la première loi officialisant et encadrant l'enquête publique remonte à 1869 et visait toute question touchant l'administration gouvernementale et judiciaire. Le gouvernement dépose une refonte de la loi en 1895, qui prévoit entre autres l'extension du pouvoir d'enquête aux affaires municipales, de même que l'obligation pour les commissaires de produire un rapport auquel le gouvernement s'engage à donner suite. De plus, les commissaires disposent dorénavant de la même immunité que les juges de la Cour supérieure dans l'exercice de leurs fonctions, et surtout, les commissions elles-mêmes deviennent prémunies contre toute action judiciaire visant à faire entrave à leur bon déroulement. La loi s'étend au domaine de la santé en 1909, puis en 1925 elle précise que seules des allégations précises peuvent ouvrir la porte à une commission, qui doit ne s'en tenir qu'à celles-ci. À partir de 1941, c'est le bien-être des populations qui peut dorénavant faire l'objet d'enquêtes publiques.
La première enquête à avoir lieu est la Commission Dunscomb (en) (1869-1870), dont le mandat était de passer en revue la fonction publique de la province, tel qu'héritée du régime britannique. À la fin du 19e siècle, des commissions importantes sont de nature judiciaire : la Commission Routhier sur le Chemin de fer Québec, Montréal, Ottawa & Occidental (1887), et celle de 1891 donnant suite au scandale de la Baie des Chaleurs.
Les premières enquêtes concernant la corruption sont la Commission Taschereau (1905) et la Commission Cannon en 1909 qui visait le fonctionnement de la Ville de Montréal, mais l'une des plus connues est la Commission d'enquête sur le crime organisé en 1972, sans oublier la Commission Charbonneau (2011-2014).
Dans les années 1960, le gouvernement Lesage, dans son désir de créer un État moderne, se dote d'un nombre record de commissions qui lui feront obtenir les connaissances utiles à la gouvernance contemporaine. Il a en effet instauré 24 commissions d'enquêtes ou équivalentes entre 1960 et 1966, soit 4 par année, alors qu'avant lui le premier ministre Duplessis en aurait créé en moyenne 0,4.
Pendant la période qui suit, plusieurs commissions influentes ou retentissantes auront lieu : la Commission de 1964 relative à l’affaire Coffin, celle sur le commerce des boissons alcooliques en 1968 (dont les recommandations donnèrent naissance à la Régie des alcools), celle sur la situation de la langue française (1968), celle sur la liberté syndicale dans l'industrie de la construction (1974), et aussi en 1977 sur le coût des jeux Jeux Olympiques de Montréal.

## Liste partielle

### Commissions officielles
| Nom                    | Nom | Création         | Mandat |
| Commun                 | Officiel | Création         | Mandat |
| ---------------------- | --- | ---------------- | --- |
| Commission Dunscomb    | | 23 janvier 1869  | Enquête sur l'organisation des différents départements du Service Civil,. |
| Commission Leblanc     | | 1874             | Commission d'enquête sur la conduite de Charles Emmanuel Belle, écuyer, comme agent d'immigration à Montréal en vertu de l'Acte concernant les enquêtes sur les affaires publiques,. |
| Commission Deblois     | | 24 avril 1875    | Commissaires nommés pour s'enquérir des affaires des chemins à barrières de la rive nord et de la rive sud de Québec,. |
| Commission Hemming     | | décembre 1875    | Commission d'enquête sur la gestion et le fonctionnement du palais de justice de Montréal et plus particulièrement de certains de ses officiers de justice. |
| Commission Robidoux    | Commission d'enquête sur l'administration du Palais de justice de Montréal - Commission Robidoux                                     | 30 décembre 1878 | Commission d'enquête sur l'administration de la justice à Montréal et plus précisément sur les bureaux du protonotaire de la cour Supérieure, du Greffier, de la cour de Circuit, du Greffier de la couronne et de la Paix et sur le bureau de Police à Montréal,. |
| Commission Coursol     | | 2 décembre 1882  | Enquêter sur l'administration des bureaux de commissaires d'écoles pour la cité de Montréal depuis leur organisation, sur la prétendue nécessité d'augmenter la taxe actuelle de la dite cité et en général, sur toutes les matières d'intérêt public quant aux écoles et au système scolaire dans la dite cité.                                                                            |
| [...]                  | |                  | |
| Commission Trahan      | Commission d'enquête sur l'Hôpital Saint-Louis de Windsor                                                                            | 28 juin 1968     | Étudier la qualité des soins administrés aux malades hospitalisés à l'Hôpital St-Louis de Windsor Inc. par les médecins de cette institution depuis le 1er janvier 1965 |
| Commission Poitras     | Commission d'enquête chargée de faire enquête sur la Sûreté du Québec                                                                | 13 octobre 1996  | Faire enquête sur les pratiques ayant cours en matière d'enquêtes criminelles à la Sûreté du Québec, dans les cas de crime majeur ainsi que la gestion et l'encadrement de ce type d'enquête et les pratiques ayant cours en matières d'enquêtes internes [...]. |
| Commission Moisan      | Commission d'enquête sur des allégations relatives à la divulgation de renseignements fiscaux et de nature confidentielle            | 21 avril 1999    | Vérifier la véracité des allégations à l'effet que des renseignements fiscaux et de nature confidentielle détenus par le ministère du Revenu auraient été divulgués au cabinet du premier ministre et que de tels renseignements auraient été également divulgués par ce cabinet et faire rapport au gouvernement et formuler toute recommandation qu'elle jugera appropriée.               |
| Commission Johnson     | Commission d'enquête sur le viaduc de la Concorde                                                                                    | 3 octobre 2006   | Enquêter sur les circonstances de l'effondrement, le 30 septembre 2006, d'une partie du viaduc du boulevard de la Concorde sur l'autoroute 19 à Laval, déterminer les causes [...] et faire des recommandations [...]. |
| Commission Bastarache  | Commission d'enquête sur le processus de nomination des juges du Québec                                                              | 14 avril 2010    | Enquêter sur des allégations de Marc Bellemare concernant le processus de nomination des juges de la Cour du Québec, notamment au regard de l'influence qu’auraient exercée de tierces personnes dans ce processus, ainsi que sur le processus de nomination des juges des cours municipales et des membres du Tribunal administratif du Québec.                                            |
| Commission Charbonneau | Commission d'enquête sur l'octroi et la gestion des contrats publics dans l'industrie de la construction (CEIC)                      | 9 novembre 2011  | Examiner l'existence de stratagèmes dans de possibles activités de collusion et de corruption dans l'octroi et la gestion de contrats publics dans l'industrie de la construction, dresser un portrait de possibles activités d'infiltration de l'industrie de la construction par le crime organisé et examiner des pistes de solution permettant d’enrayer et de prévenir ces phénomènes. |
| Commission Gallant     | Commission d’enquête sur la gestion de la modernisation des systèmes informatiques de la Société de l’assurance automobile du Québec | 18 mars 2025     | Enquêter et faire rapport sur les causes et circonstances des problèmes de gestion et de réalisation du programme CASA, tels que constatés par la Vérificatrice générale du Québec |

### Autres commissions équivalentes
| Nom                        | Nom                                                                                              | Création        | Mandat |
| Commun                     | Officiel                                                                                         | Création        | Mandat |
| -------------------------- | ------------------------------------------------------------------------------------------------ | --------------- | --- |
| Commission Coulombe        | Commission d'étude sur la gestion de la forêt publique québécoise                                | 23 octobre 2003 | De façon générale, «dresser un état de situation de la gestion des forêts publiques, dans une perspective de gestion intégrée des ressources, et proposer des solutions pour bonifier le régime forestier |
| Commission Bouchard-Taylor | Commission de consultation sur les pratiques d'accommodement reliées aux différences culturelles | 8 février 2007  | Dresser un portrait des pratiques d'accommodement raisonnable et effectuer une analyse des enjeux qui y sont associés, mener une consultation sur le sujet et formuler des recommandations au gouvernement visant à s’assurer que les pratiques d’accommodement sont conformes aux valeurs de la société québécoise |